# NGC 6318
NGC 6318 est un amas ouvert découvert par l'astronome écossais James Dunlop en 1826.
Selon la classification des amas ouverts de Robert Trumpler, cet amas renferme moins de 50 étoiles (lettre p) dont la concentration est moyennement faible (III) et dont les magnitudes se répartissent sur un intervalle moyen (le chiffre 2).

## Observation
Avec une magnitude visuelle de 11,8, on peut observer l'amas avec un télescope dont l'ouverture est d'au moins 200 mm.

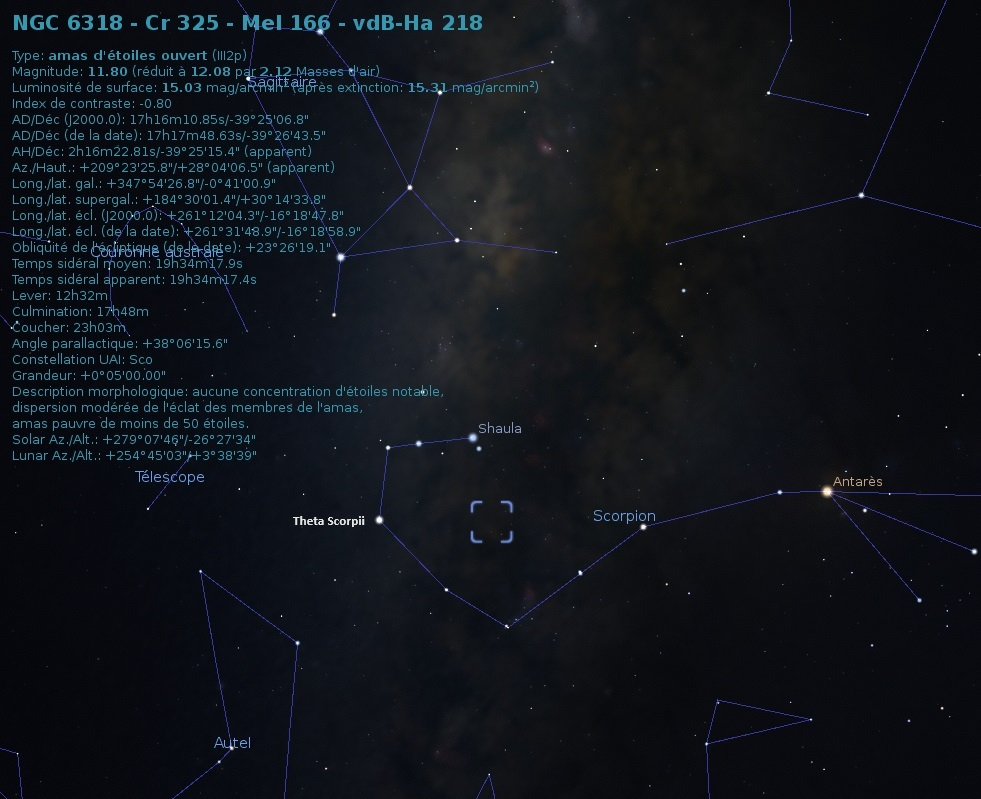
Localisation de NGC 6318 dans la constellation de Scorpion.

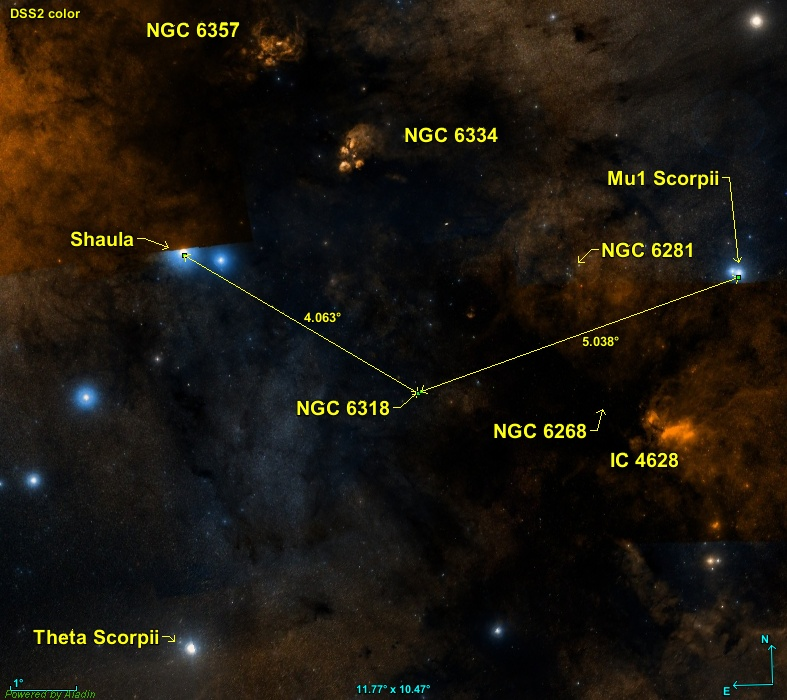
Position de NGC 6318 par rapport à deux étoiles.

NGC 6318 est situé à environ 4,1 degrés au sud-ouest de Shaula (Lambda Scorpii) et à 3,5 degrés au sud-est de Mu1 Scorpii. Plusieurs objets astronomiques se trouvent dans le voisinage de NGC 6318 près de la queue du scorpion : deux autres amas ouverts, NGC 6268 et NGC 6281, ainsi que trois nébuleuses en émission, NGC 6357, la nébuleuse de la Patte de Chat (NGC6334) et IC 4628.

## Caractéristiques

### Distance, taille et vitesse
La parallaxe moyenne des étoiles de l'amas a été obtenue des mesures effectuées par le satellite Gaia. Quatre valeurs différentes publiées dans de récents articles (2018 à 2021) sont indiquées sur la base de données Simbad : 0,421 ± 0,042 mas, 0,409 ± 0,054 mas, 0,410 ± 0,045 mas, et 0,410 ± 0,004 mas. La valeur moyenne de la parallaxe est égale à 0,412 5 ± 0,036 25 mas, ce qui correspond à une distance de 2 424+234
 −196 pc (∼7 910 al).
La taille apparente de l'amas est comprise entre de 3,3′ et 5,0, ce qui, compte tenu de la distance comprise entre 2 228 pc et 2 658 pc, et grâce à un calcul simple, équivaut à une taille réelle de comprise entre 7,0 et 12,6 al.
La vitesse de cet amas est inconnue.

### Métallicité
Simbad rapporte une seule valeur de la métallicité soit 0,016. Selon cette valeur, le pourcentage d'éléments lourds (plus lourd que l'hydrogène et l'hélium) de cet amas est de 104 % (100,016) de celui du Soleil.

### Âge
Webda indique un âge de 158 millions d'années (log10=7,058 = 108,20).

## Étoiles
Simbad montre aussi un bouton nommé Children. En cliquant sur ce bouton, on atteint une section de cette base de données qui renferme un tableau contenant 53 entrées pour NGC 6318. Cependant, des étoiles (les Children) peuvent apparaître plusieurs fois dans la deuxième colonne du tableau, d'où le nombre de liens bibliographiques qui est supérieure au nombre d'étoiles. La quatrième colonne de ce tableau indique la probabilité que l'étoile appartienne à l'amas. En cliquant sur le titre de cette colonne, on peut classer la probabilité par ordre croissant ou décroissant. En cliquant sur la désignation de l'étoile, on atteint la page de Simbad qui résume ses propriétés.
Pour NGC 6318, il existe 111 entrées bibliograpiques dont l'étoile montre une probabilité d'appartenir à l'amas qui est de 100%. En cliquant sur la désignation de l'étoile, on atteint la page de Simbad qui résume ses propriétés.